# كياو سو
كياو سو هو سياسي ميانماري، ولد في 16 أكتوبر 1944 في ميانمار. نشط حزبياً في Union Solidarity and Development Party ‏.